# The 300 Spartans
The 300 Spartans (bra: Os 300 de Esparta) é um filme americano sobre a Batalha das Termópilas, entre Gregos e Persas.

## Sinopse
A derrota em Maratona (490 a.C.), não fez os persas desistirem de incluir a Grécia nos vastos domínios de seu império. Em 480 a.C., o rei Xerxes I lidera um numeroso exército e uma poderosa frota para realizar o frustrado projeto de seu pai, Dario I. 
Enquanto o exército asiático avança pelo litoral (para ser abastecido pela frota), as pólis (cidades-Estado) gregas, divididas por suas querelas internas, não conseguem, imediatamente, adotar uma estratégia comum. Quando muito, despacham um pequeno contingente de hoplitas para o estreito desfiladeiro das Termópilas (passagem obrigatória para a Grécia central), visando retardar o progresso do invasor. 
Por um  curto tempo, os gregos resistem, mas quando o local é circundado pelos persas, a resistência se torna inútil e todos recuam, salvo o rei Leônidas que, à frente de trezentos espartanos, opta por conquistar a glória mediante uma morte heróica.[carece de fontes?]

## Elenco
- Richard Egan - Leônidas
- Ralph Richardson - Temístocles
- Diane Baker - Elias
- Barry Coe - Fion
- Donald Houston - Hidarnes
- Anna Synodinou - Gorgo
- Kieron Moore - Efialtes
- John Crawford - Agaton
- Robert Brown - Penteus
- Anne Wakefield - Artemísia
- Charles Fawcett - Mogístias
- Ivan Triesault - Demarato